# إينجمار سفينسون
إينجمار سفينسون (بالسويدية: Ingemar Svensson)‏ هو مجدف سويدي، ولد في 21 مارس 1929 في فالكنبرغ في السويد، وتوفي بنفس المكان في 6 أبريل 2004.

## وصلات خارجية
- إينجمار سفينسون على موقع الاتحاد الدولي للتجديف (الإنجليزية)
- إينجمار سفينسون على موقع اللجنة الأولمبية الدولية (الإنجليزية)
- إينجمار سفينسون على موقع أوليمبيديا (الإنجليزية)
- إينجمار سفينسون على موقع اللجنة الأولمبية السويدية (السويدية)